# Източноголемоезерна низина
Източноголемоезерната низина (на английски: Eastern Great Lakes Lowlands) е низина в североизточната част на Съединените американски щати, част от Равнините на смесените гори в Източните умерени гори.
Областта заема основната част на щата Ню Йорк, съседни части от Върмонт и крайбрежието на езерото Ери в Охайо и Пенсилвания. Значителна част от областта се използва за млечно говедовъдство, съществени площи също за овощарство, лозарство и зеленчукопроизводство.